# Gruczoł gazowy
Gruczoł gazowy – narząd regulujący ilość gazów w pęcherzu pławnym, występujący u wielu gatunków ryb kostnoszkieletowych (Osteichthyes).
Analogiczny narząd występuje u niektórych parzydełkowców (np. u żeglarza portugalskiego) i służy do regulowania ilości gazów w pneumatoforze.